# Degithina davidi
Degithina davidi là một loài tò vò trong họ Ichneumonidae.